# Klas Fleming
Barão Clas Eriksson Fleming (em finlandês:  Klaus Fleming; Pargas, Suécia, 1535 – Pohja, Finlândia, 13 de abril de 1597) foi um nobre e almirante sueco.